# Judith Butler
Judith Pamela Butler (Cleveland, Ohio, 24. veljače 1956.), američka filozofkinja poststrukturalizma, dopisna članica Britanske akademije.

## Životopis
Potječe iz američke obitelji mađarskih i ruskih židovskih korijena. Većina obitelji bake po majci je stradala u Holokaustu. Studirala je na Sveučilištu Yale, gdje je i doktorirala filozofiju 1984. godine. Od 1993. godine predaje na kalifornijskom Berkeleyu. Bavi se pitanjima iz političke filozofije, etike i filozofije roda. Njene teorije o performativnosti roda su krajem 20. stoljeća utjecale na francuske filozofske škole, queer teoriju, i na neka područja filozofskog feminizma.
U svom najpoznatijem djelu Nevolja roda: feminizam i subverzija identiteta (1990.) i njegovom nastavku objavljenom tri godine kasnije, Butler razrađuje odranije poznatu tezu o tome da je rod društveno uvjetovan, da konvencionalni pojmovi roda i seksualnosti učvršćuju dominantan položaj muškaraca nad ženama te opravdavaju ugnjetavanje homoseksualaca i transrodnih osoba. 
Njen izvorni doprinos je učenje o konstituiranju roda kroz ponašanje, tj. kroz govor i različite oblike djelovanja, odnosno „izvedbu” (performativnost). Po teoriji koju je razvila, rod se isprva deklarira prema spolu pri rođenju, što nagovještava društvena očekivanja kasnije. Zatim se tokom odrastanja i života konstruira kroz „niz ponavljanih ponašanja unutar strogo reguliranih okvira” koja iskazuju rodno tipične karakteristike i dispozicije. Zbog toga što se ponašanja (djela, govor) ponavljaju, a nije društveno prihvatljivo postupati izvan okvira istih, stvara se privid da su ona posljedica roda koji im prethodi. Pojedinac, međutim, ne postoji neovisno od roda koji „izvodi”, niti prethodi rodu čije tipične karakteristike iskazuje, jer se i pojedinac i njegov identitet konstituiraju kroz djela i ponašanja. Zato pojedincu, po Judith Butler, u društvu nije moguće „birati” svoj rod; ne može ga „poprimiti”, „odbaciti” ili radikalno mijenjati, a „odstupanja” su moguća tek u manjoj mjeri ovisno o prihvatljivosti u sklopu zadanog rodnog identiteta.
Kritičarka je izraelske politike i cionizma.

## Djela (izbor)
- Nevolja roda: feminizam i subverzija identiteta (Gender Trouble: Feminism and Subversion of Identity, 1990.)
- Ukidanje roda (Undoing Gender, 2004.)
- Neizvjesni život: moć žalovanja i nasilja (Precarious life: The powers of mourning and violence, 2004.)
- Moć religije u javnoj sferi (The Power of Religion in the Public Sphere, 2011.)
- Pitanje roda: kritički feminizam Joan W. Scott (The Question of Gender: Joan Scott’s Critical Feminism, 2011.)